# John Owen-Jones
John Owen Jones (Burry Port, 5 maggio 1971) è un attore e cantante gallese.
È conosciuto per aver interpretato il ruolo di Fantasma nel musical The Phantom of the Opera di Andrew Lloyd Webber e quello di Jean Valjean in Les Misérables a Londra e Broadway. Può contare su una tra le voci maschili più apprezzate nel panorama del teatro musicale degli ultimi anni, dotata di un timbro morbido e luminoso, agile, estesa e di grande espressività.

## Biografia
Nato e cresciuto nel Carmarthenshire, John Owen-Jones ha studiato recitazione alla Central School of Speech and Drama laureandosi nel 1994. L'anno successivo ha fatto il suo debutto al National Theatre di Londra in un allestimento del musical di Stephen Sondheim A Little Night Music, in cui recitò accanto a Judi Dench, Siân Phillips e Joanna Riding. Nello stesso anno ha recitato anche nel coro dell'allestimento concertistico per il decimo anniversario di Les Misérables alla Royal Albert Hall. Successivamente ha cominciato a recitare nel musical Les Misérables in scena al Palace Theatre del West End londinese e dopo aver ricoperto ruoli minori come Grantaire ed Enjolras, nel 1998 è diventato il più giovane interprete del ruolo principale di Jean Valjean. Nel 2000 ha recitato al Regent's Park Open Air Theatre nelle produzioni in repertorio dell'operetta The Pirates of Penzance e della commedia shakespeariana Molto rumore per nulla. Nel 2001 fu scelto per interpretare il protagonista nel musical The Phantom of the Opera all'His Majesty's Theatre di Londra e rimase nel cast per oltre tre anni, interpretando il Fantasma dell'Opera per quasi millequattrocento rappresentazioni.
Tra il 2005 e il 2007 è tornato a interpretare Jean Valjean al Queen's Theatre di Londra, prendendo una breve pausa per interpretare il ruolo principale di Gaylor Ravenal nel musical Show Boat in scena alla Royal Albert Hall nel giugno 2006. Nell'ottobre 2007 ha fatto il suo debutto a Broadway nel revival newyorchese di Les Misérables all'Imperial Theatre. Nel 2010 ha interpretato nuovamente Jean Valjean nella tournée del venticinquesimo anniversario di Les Misérables, mentre nell'autunno dello stesso anno è tornato a interpretare brevemente il Fantasma dell'Opera in The Phantom of the Opera nel West End. Nello stesso anno ha cantato anche al concerto del venticinquesimo anniversario di Les Misérables all'O2 Arena, cantando la canzone Bring Him Home in un quartetto composto anche da Colm Wilkinson, Simon Bowman e Alfie Boe.
Nel 2011 ha cantato con Sarah Brightman, Ramin Karimloo, Peter Joback ed Anthony Warlow nell'allestimento di The Phantom of the Opera alla Royal Albert Hall per il venticinquesimo anniversario del musical. Nel 2015 ha interpretato nuovamente Pirelli nel musical Sweeney Todd in scena al London Coliseum con Emma Thompson e Bryn Terfel, mentre tra l'ottobre dello stesso anno e il gennaio 2016 è tornato a interpretare il Fantasma dell'Opera nel West End. Sempre nel 2016 è tornato a Broadway per interpretare Valjean per sei mesi nel secondo revival newyorchese di Les Misérables. Nel 2017 ha recitato nella prima londinese di The Wild Party al The Other Palace con Frances Ruffelle e Donna McKechnie, mentre nel giugno dello stesso anno ha cantato il ruolo principale di Emile nell'adattamento concertistico di South Pacific a Cadogan Hall con Rosalie Craig. Nel 2019 ha cantato nuovamente il ruolo di Jean Valjean alternandosi ad Alfie Boe in una versione semi-scenica di Les Misérables al Gielgud Theatre, un ruolo che tornò ad interpretare nel medesimo allestimento riproposto nel dicembre 2020. Nel 2023 ha recitato nel musical La Cage aux Folles al Regent's Park Open Air Theatre e in A Funny Thing Happened on the Way to the Forum a Parigi.
È sposato con Teresa Jones dal 1999 e la coppia ha avuto due figlie.

## Discografia

### Album
- 2006: Hallelujah
- 2009: John Owen-Jones
- 2012: Unmasked
- 2015: Rise
- 2019: Spotlight

### Cast recording
- 2010: Les Misérables Live! (The 2010 Cast Album)
- 2011: The Phantom of the Opera at the Royal Albert Hall